# Patrick Deman
Patrick Deman (31 juli 1968) is een Belgisch voormalig voetballer die uitkwam als doelman. Na zijn spelerscarrière ging hij aan de slag als keeperstrainer.

## Carrière

### KV Kortrijk & AA Gent
Deman begon zijn carrière in Eerste klasse bij KV Kortrijk. Hij speelde op 31 mei 1987 zijn eerste competitiewedstrijd tegen FC Luik. In 1989 kon hij naar KV Mechelen om er de doublure te worden van Michel Preud'homme, maar Deman koos voor AA Gent. Deman had bij zijn nieuwe club te kampen met de concurrentie van achtereenvolgens de Pool Jacek Kazimierski en de Hongaar Zsolt Petry. Pas na het vertrek van Petry in 1995 naar Gençlerbirliği SK werd Deman eerste doelman bij Gent. Toen Johan Boskamp in 1997 trainer werd van Gent en doelman Frederic Herpoel meenam van RSC Anderlecht, koos Deman echter voor een verhuis naar kersvers landskampioen Lierse SK. 

### Lierse SK
Bij Lierse was hij in zijn beginjaren doublure van Stanley Menzo, Philippe Vande Walle en Patrick Nys – al stond hij in de Champions League-campagne van 1997/98 wel in doel op de slotspeeldag van de groepsfase (2-1-nederlaag tegen Sporting Lissabon). Na het vertrek van Patrick Nys naar Gençlerbirliği SK in 2000 werd Deman in het seizoen 2000/01 eerste doelman bij Lierse, een plaats die hij een seizoen later al kwijtspeelde aan Cliff Mardulier. In 2002 vervoegde Deman de trainersstaf van Lierse: op 34-jarige leeftijd werd hij asisstent van Emilio Ferrera en keeperstrainer. Verder bleef hij ook derde doelman na Yves Van Der Straeten en Cliff Mardulier.
Tijdens zijn periode bij Lierse raakte Deman verwikkeld in het gokschandaal rond de Chinees Zheyun Ye. Hij ging echter vrijuit in deze zaak omdat hij spijtoptant werd. Desondanks werd hij door Lierse ontslagen, samen met Mardulier en Laurent Fassotte.

### Sparta Petegem
In november 2006 vond Deman onderdak bij eersteprovincialer KFC Sparta Petegem, waar hij tweede doelman en keeperstrainer werd. In 2009 volgde hij Patrick Moens op als hoofdtrainer van de inmiddels vierdeklasser. In zijn tweede seizoen als T1 eindigde hij met Sparta Petegem derde en bereikte hij zo de eindronde voor promotie, maar daarin beet de club in het zand tegen Royal Mouscron-Péruwelz. Na tweeënhalf seizoenen als reservedoelman/keeperstrainer en drie seizoenen als hoofdtrainer vertrok Deman bij Petegem om keeperstrainer te worden bij KV Kortrijk, de club waar hij van 1984 tot 1989 al in Eerste klasse speelde. 

### KV Kortrijk (II)
Bij Kortrijk werd Deman de opvolger van de naar RAEC Bergen vertrokken keeperstrainer Francky Vandendriessche. Hij nam er onder andere Darren Keet, Rémi Pillot en Laurent Henkinet onder de vleugels. Tijdens 
het seizoen 2013/14 werd hij wegens doelmannenschaarste terug opgeroepen als speler: tweede doelman Pillot was out een ingreep aan de patellapees, en trainer Hein Vanhaezebrouck achtte derde doelman Jordy Mervilde nog te jong om op de bank te zitten. Op 26 oktober 2013 zat Deman zo op 45-jarige leeftijd op de bank tegen Bergen. Deman was zo de oudste speler in de Jupiler Pro League met een spelerslicentie. Indien hij effectief had meegespeeld zou hij de oudste speler ooit geweest zijn in de Belgische eerste klasse: dat record stond toen op naam van Ratko Svilar, die 44 jaar, 4 maanden en 4 dagen oud was bij zijn laatste wedstrijd op het hoogste niveau.
Voor de wedstrijd Sporting Charleroi-KV Kortrijk in het seizoen 2014/15 werd opnieuw een spelerslicentie aangevraagd voor Deman. Door de blessures van Pillot en Henkinet was er geen waardige reservedoelman meer. Darren Keet was uiteindelijk fit genoeg om te spelen.

### KV Oostende
Toen Kortrijk-trainer Yves Vanderhaeghe in mei 2015 de overstap maakte naar KV Oostende, nam hij naast assistent-trainer Adnan Custovic en fysical coach Gino Caen ook Deman mee naar het Albertparkstadion. In zijn eerste seizoen werkte hij er samen met doelmannen Wouter Biebauw, Didier Ovono en Jean Chopin; later onder andere ook met Silvio Proto, William Dutoit, Mike Vanhamel en Fabrice Ondoa. 

### KV Kortrijk (III)
Na vier seizoenen bij KV Oostende keerde Deman in 2019 terug naar KV Kortrijk. Hij werd er de opvolger van Cédric Berthelin, die ook bij KV Oostende zijn voorganger was en na vier seizoenen naar Sporting Charleroi trok. Deman werkte bij Kortrijk samen met onder andere Sébastien Bruzzese, Adam Jakubech en zijn zoon Maxim Deman. Later kwamen daar onder andere Marko Ilić, Joris Delle en Tom Vandenberghe bij. Toen trainer Bernd Storck bij zijn komst in november 2022 zijn eigen keeperstrainer meenam naar Kortrijk, was er voor Deman geen plaats meer in het Guldensporenstadion.

### Wevelgem City
In het voorjaar van 2024 ging Deman aan de slag als keeperstrainer van de West-Vlaamse eersteprovincialer SV Wevelgem City.

## Clubstatistieken
| seizoen | club               | land   | competitie        | wed. | goals |
| ------- | ------------------ | ------ | ----------------- | ---- | ----- |
| 1984/85 | KV Kortrijk        | België | Jupiler League    | 0    | 0     |
| 1985/86 | KV Kortrijk        | België | Jupiler League    | 0    | 0     |
| 1986/87 | KV Kortrijk        | België | Jupiler League    | 1    | 0     |
| 1987/88 | KV Kortrijk        | België | Jupiler League    | 0    | 0     |
| 1988/89 | KV Kortrijk        | België | Jupiler League    | 32   | 0     |
| 1989/90 | AA Gent            | België | Jupiler League    | 2    | 0     |
| 1990/91 | AA Gent            | België | Jupiler League    | ?    | ?     |
| 1991/92 | AA Gent            | België | Jupiler League    | 0    | 0     |
| 1992/93 | AA Gent            | België | Jupiler League    | 2    | 0     |
| 1993/94 | AA Gent            | België | Jupiler League    | 11   | 0     |
| 1994/95 | AA Gent            | België | Jupiler League    | 1    | 0     |
| 1995/96 | AA Gent            | België | Jupiler League    | 34   | 0     |
| 1996/97 | AA Gent            | België | Jupiler League    | 21   | 0     |
| 1997/98 | Lierse SK          | België | Jupiler League    | 7    | 0     |
| 1998/99 | Lierse SK          | België | Jupiler League    | 9    | 0     |
| 1999/00 | Lierse SK          | België | Jupiler League    | 8    | 0     |
| 2000/01 | Lierse SK          | België | Jupiler League    | 22   | 0     |
| 2001/02 | Lierse SK          | België | Jupiler League    | 2    | 0     |
| 2002/03 | Lierse SK          | België | Jupiler League    | ?    | ?     |
| 2003/04 | Lierse SK          | België | Jupiler League    | 1    | 0     |
| 2004/05 | Lierse SK          | België | Jupiler League    | 2    | 0     |
| 2005/06 | Lierse SK          | België | Jupiler League    | 0    | 0     |
| 2006/07 | KFC Sparta Petegem | België | Eerste prov. O-Vl | ?    | ?     |
| 2007/08 | KFC Sparta Petegem | België | Eerste prov. O-Vl | ?    | ?     |
| 2008/09 | KFC Sparta Petegem | België | Vierde Klasse A   | 14   | 0     |
| 2013/14 | KV Kortrijk        | België | Jupiler League    | 0    | 0     |
| 2014/15 | KV Kortrijk        | België | Jupiler League    | 0    | 0     |
| Totaal  |                    |        |                   | 169  | 0     |